# Tenenet
Tenenet (Tjenenet, Zenenet, Tanenet ou Tenenit),  translittération Tnn.t, est une déesse de l'accouchement durant l'Égypte antique. 
Elle est représentée avec une coiffure en utérus de vache qui incarne la maternité dans son aspect cosmique et royal.
Elle est mentionnée dans des textes datant de la période ptolémaïque ainsi que dans le Livre des Morts.

## Associations avec l'accouchement et la bière
Tenenet est associée à l'accouchement et est invoquée comme protectrice de l'utérus pour les femmes enceintes.

## Culte
Le centre de son culte est Hermonthis. Elle est une épouse de Montou. Elle a ensuite fusionné avec Râttaouy, Isis et Iounyt.